# Семенець Володимир Іванович
Володи́мир Іва́нович Семене́ць (*9 січня 1950, Вольск, Саратовська область, Росія) — український велосипедист, олімпійський чемпіон.
Володимир Семенець тренувався в Києві в спортивному товаристві «Динамо».
Золоту олімпійську медаль він виграв на мюнхенській Олімпіаді у парі з Ігорем Целовальниковим в тандемі на дистанції 2 000 метрів.